# Ramløse Kirke
Ramløse Kirke er højt beliggende i den nordvestlige del af Ramløse, ca. 5 km vest for Helsinge på rute 205. Fra kirken er der udsigt over store dele af Arresø.

## Byggestil
Kirken består af et typisk romansk skib og kor, et tårn og et våbenhus. Kor og skib er opført i rå kampesten. Vinduerne i skib og kor er oprindeligtrundbuede. To tilmurede vinduer mod vest i skibet er -helt usædvanligt for danske kirker – blændet med myremalm. En række ændringer af konstruktionen har givet kirken et ret usædvanligt særpræg.

### Ændringer i konstruktionen
I det 13. århundrede blev koret forlænget, således at skib og kor er lige lange. I gavlen blev koret forsynet med et spidsbuet vindue. Over dette er en kamtakket gavl og tre blændinger. I skibet er både to krydshvælv og en række detaljer tilføjet efter en ombygning i 1656, som blev foretaget, fordi tårnets gavl kollapsede.
Tårnets sokkel er fra det 13. århundrede. Den underste del er opført i kampesten med tilføjede dele i munkesten, mens den øverste del  er fra perioden 1615 – 1618. Tårnets vinduer er rundbuede, bortset fra to spidsbuede i den vestre del. Samlet set har ændringerne givet kirken et præg af blandingsstil.

## Inventar
Prædikestolen er fra 1635, udført i typisk barokstil og forsynet med relieffer af Jesus Kristus og hans apostle. Altertavlen er et maleri, udført i 1838 af maleren Christen Købke. Det forestiller Kristus og Nikodemus.

## Eksterne kilder og henvisninger
- Ramløse Kirke hos KortTilKirken.dk
- Ramløse Kirke hos danmarkskirker.natmus.dk (Danmarks Kirker, Nationalmuseet)